# Pac-Man
Pac-Man, originariamente noto come Puck-Man (パックマン?, Pakkuman) in Giappone, è un videogioco ideato da Tōru Iwatani e prodotto dalla Namco nel 1980 nel formato arcade da sala. In Occidente fu pubblicato in licenza dalla Midway Games.
Acquisì subito grande popolarità e, negli anni successivi, sotto l'etichetta Namco sono state pubblicate varie versioni per la quasi totalità delle console e dei computer, che gli hanno permesso di conservare fino a oggi la sua fama di classico dei videogiochi.

## Modalità di gioco
Il giocatore deve guidare una creatura sferica di colore giallo, chiamata Pac-Man, facendole mangiare tutti i numerosi puntini disseminati ordinatamente all'interno del labirinto e, nel far questo, deve evitare di farsi toccare da quattro fantasmi: Blinky (rosso), Pinky (rosa), Inky (blu) e Clyde (arancione), pena la perdita immediata di una delle vite a disposizione. Per facilitare il compito al giocatore sono presenti, presso gli angoli dello schermo di gioco, quattro "pillole" speciali ("power pills") che rovesciano la situazione rendendo vulnerabili i fantasmi, che diventano blu, spaventati e, per 10 secondi esatti, invertono la loro marcia; per guadagnare punti, è possibile in questa fase andare a caccia degli stessi fantasmi, per mangiarli.
Una volta fagocitati, però, questi tornano alla base (il rettangolo al centro dello schermo) sotto forma di un paio di occhi, per rigenerarsi e attaccare di nuovo Pac-Man. Completato un labirinto attraverso la fagocitazione di tutti i puntini, Pac-Man passa a quello successivo, identico nella struttura; le varie fasi sono intervallate da scenette umoristiche che vedono protagonisti Pac-Man e il fantasma Akabei (noto anche come Blinky).

### Punteggio
Durante il gioco, ogni cosa che Pac-Man riesce a mangiare viene conteggiata sotto forma di punti, che permettono di ottenere una vita extra una volta raggiunta quota 10 000 (secondo la configurazione predefinita). Le palline disseminate lungo il labirinto valgono 10 punti ognuna (in tutto il labirinto ce ne sono 240, per un totale di 2 400 punti) mentre le power pill ne valgono 50 (per un totale di 200 punti).
È possibile ottenere punti extra anche mangiando i fantasmi una volta resi vulnerabili da una delle power pill: in tal caso si ottengono 200, 400, 800 e 1 600 punti (per un totale di 3 000 punti) fagocitando i fantasmi in sequenza (200 punti con il primo fantasma, 400 con il secondo e così via). Esiste anche un'altra possibilità per l'aumento dei propri punti: durante l'esecuzione di ogni livello, per ben due volte appare al centro del labirinto un'icona, nella maggior parte dei casi rappresentante un frutto. Se il giocatore è abbastanza abile da recuperarla prima che scompaia, accresce il proprio punteggio.
Questi oggetti speciali e il loro punteggio variano in base al livello:
- Ciliegia, 100 punti
- Fragola, 300 punti
- Arancia, 500 punti
- Mela, 700 punti
- Uva, 1 000 punti
- La navicella ammiraglia nemica di Galaxian, 2 000 punti
- Campana, 3 000 punti
- Chiave, 5 000 punti

Il punteggio più alto raggiungibile è di 3 333 360 punti, perché un bug nel codice del gioco impedisce di oltrepassare il 256º livello (vedi sotto). Questo punteggio è definito "punteggio perfetto" ("perfect score"): per ottenerlo bisogna mangiare in tutti i livelli di gioco tutte le pillole, tutti i fantasmi blu e tutti i bonus che appaiono.

### Intermezzi
La linearità del gioco viene occasionalmente interrotta da alcune scenette d'intermezzo umoristiche che vedono come protagonista Pac-Man e il fantasma rosso Blinky;
- Blinky insegue Pac-Man fino a sparire dallo schermo. Successivamente riappare di colore blu inseguito a sua volta da un Pac-Man gigante. Questa scena si presenta dopo il secondo livello.
- Blinky insegue Pac-Man attraverso lo schermo, ma il suo vestito rimane impigliato in una trappola finendo strappato, in modo da lasciare scoperte le sue gambe nude. Questa scena si presenta dopo il quinto livello.
- Blinky, con un lembo del suo vestito rattoppato, insegue come al solito Pac-Man attraverso lo schermo. Egli poi riappare nudo in direzione opposta trascinando dietro di sé il suo vestito lacerato. Questa scena si presenta dopo il nono, il dodicesimo e il diciassettesimo livello.

Pac-Man viene ricordato come il primo titolo che ha introdotto e reso celebri gli intermezzi nei videogiochi.

## Storia

La fama del gioco è tale che un'icona di Pac-man è spesso utilizzata per rappresentare il concetto generale di videogioco

(Thomas Nieman, vicepresidente del marketing della Midway Games.)

### L'idea
L'origine di Pac-Man è piuttosto singolare. Sembra infatti che l'idea soggiunse a Tōru Iwatani durante una cena con degli amici guardando una pizza a cui era stata tolta una fetta. Dopo quattordici mesi da quella cena, precisamente il 22 maggio del 1980, grazie a un team di sviluppo di otto tecnici, divisi equamente fra software e hardware e capeggiati da Shigeo Funaki, comprendente anche il musicista Toshio Kai, vide la luce il primo Pac-Man.
Il gioco fu commercializzato in Giappone a partire dal 10 luglio con il nome di Puckman, termine che deriva dalla parola giapponese pakupaku (ぱくぱく?), ovvero "chiudere e aprire la bocca". Il nome fu poi cambiato in Pac-Man per la sua commercializzazione negli Stati Uniti, iniziata nell'agosto dello stesso anno, a causa di una spiacevole assonanza con una parolaccia inglese: si temeva che "Puckman" potesse essere storpiato in un osceno "Fuckman".
Nel novembre dello stesso anno Pac-Man viene presentato all'Amusement and Music Operators Association (AMOA) di Chicago dove venne definito «troppo carino per avere successo». Le previsioni dell'AMOA furono presto smentite, perché invece il successo del "mangia-palline" fu strepitoso: la Namco piazzò, in soli sette anni (dal 1980 al 1987), più di 300 000 macchine e vendette milioni di gadget e pupazzi vari.
Sono state fatte varie ipotesi sui motivi dell'enorme successo del gioco; anzitutto, il suo tema insolito e in certo senso non violento, in un'epoca in cui il mondo dei videogiochi era dominato da astronavi, raggi laser e guerre. Ken Uston, autore del best seller Mastering Pac-Man, fa notare come sia anche un gioco dove, per riuscire bene, è più importante lo sfruttamento intelligente degli schemi di comportamento dei fantasmi che la mera rapidità dei riflessi. Altra caratteristica è la semplicità dei comandi, essendo sufficiente una sola mano sulla manopola.

### L'evoluzione
Le prime versioni del software avevano una pecca: i fantasmini, acerrimi nemici di Pac-Man, erano costretti a seguire uno schema fisso di movimenti, tanto da rendere eccessivamente facile il gioco (cfr. infra, "Il metodo GET"). I programmatori, allora, inserirono nelle versioni successive uno schema aleatorio per i movimenti e diedero una "personalità" a ognuno dei quattro fantasmi:
- Blinky, il fantasma rosso, conosciuto anche come Shadow, Akabei (dal giapponese aka, "rosso"), Oikake e Chaser, è il nemico più aggressivo, pronto a inseguire Pac-Man a ogni occasione buona che gli si presenta. Nella serie Pac-Man World lui e Clyde si sono scambiati i colori, perciò Blinky in questa serie è arancione e Clyde è rosso.
- Pinky, il fantasma rosa, conosciuto anche come Speedy, Machibuse (dal giapponese machibuse, "imboscata") o Whimsy, è l'unico fantasma femmina del quartetto: meno aggressiva rispetto a Blinky, tuttavia vanta una maggiore velocità. Diversamente da quest'ultimo, non insegue direttamente Pac-Man, ma cerca di prevedere dove si muoverà per anticiparlo e catturarlo da sola o con altri fantasmi.
- Inky, il fantasma blu, conosciuto anche come Bashful, Aosuke (dal giapponese ao, "blu") o Kimagure, è il più intelligente dei fantasmi, pur non avendo lo stesso coraggio di Blinky e Pinky: adotta come strategia quella di bloccare il tunnel più vicino a Pac-Man intercettandolo dalla parte opposta. È il fantasma con lo schema di movimento più complicato, ed esegue molti dei suoi movimenti in sincronia con Blinky.
- Clyde, il fantasma arancione, conosciuto anche come Pokey, Guzuta (dal giapponese gu, "stupido") oppure Otoboke, è noto come lo "stupido" del gruppo ed effettua le traiettorie più casuali, spesso controproducenti. È anche il più lento dei quattro e non insegue mai Pac-Man a meno che questi non sia già inseguito da un altro fantasma. In Ms. Pac-Man e Jr. Pac-Man è chiamato Tim e Sue, ma sono due fantasmi diversi, anche se condividono lo stesso colore di Clyde.

Questi fantasmi divennero famosi quasi quanto Pac-man stesso, tanto che i produttori di cartoni animati Hanna-Barbera li utilizzarono come antagonisti nella loro serie animata Pac-Man. Come leader scelsero, forse a causa di una scarsa conoscenza del giapponese, proprio Clyde, paradossalmente il meno adatto al ruolo di capo.

### Gli anni successivi
I due anni successivi all'uscita (tra l'inizio del 1980 e la metà del 1983) di Pac-Man furono caratterizzati da una rapida diffusione degli arcade in tutto l'Occidente: una diffusione capeggiata proprio dallo stesso "capolavoro della Midway" e da altri videogiochi storici, come Donkey Kong, Galaga e Asteroids. Per portare i videogiochi anche nelle case iniziò la produzione, da parte di molte industrie videoludiche e dall'Atari in primis, delle prime console domestiche. Nel marzo del 1982 l'Atari iniziò la sfortunata conversione di Pac-Man per la sua console. Per il terzo anniversario della nascita di Pac-Man (22 maggio 1983) in ventisette città degli Stati Uniti venne festeggiato il "Pac-Man Day".

## Colonna sonora
Le musiche e gli effetti sonori della versione arcade si devono al compositore Toshio Kai.

## Il livello 256
Questo livello è considerato, a causa di un bug, l'ultimo livello di Pac-Man. Teoricamente il gioco può proseguire all'infinito, dato che ogni livello che segue è praticamente identico a quello appena completato, ma arrivati al livello n. 256 la scena cambia sostanzialmente, a causa di un bug nella funzione che disegna la frutta nella barra inferiore dello schermo, dove appare l'indicazione del livello corrente.
Nella linea non dovrebbero comparire più di sette frutti, questo perché il codice si occupa di disegnare - solo nel caso in cui il numero del livello è minore di 8 - tanti frutti quanto è il livello corrente. Siccome il numero del livello viene registrato su un solo byte, completato il 255º (in esadecimale "FF"), la funzione legge dal numero esadecimale 100 (ovvero 256 in decimale) solo lo "00".
A questo punto il gioco crede di trovarsi in un livello inferiore a 8 e prova a tracciare sul fondo dello schermo 256 frutti. Questo problema fa sì che metà dello schermo venga riempita da simboli casuali che rendono quasi impossibile il completamento del livello (quasi, perché se è vero che molti appassionati hanno da sempre identificato il livello 256 come la fine del gioco, è vero anche che altri giocatori credevano possibile che, se solo una persona avesse conosciuto molto bene il labirinto, sarebbe stata in grado di terminare il livello 256).
Voci su eventuali completamenti del livello sono girate per molto tempo. Il caso più famoso è quando nel dicembre del 1982 Jeffrey R. Yee (che all'epoca aveva 8 anni) sostenne di aver totalizzato il punteggio di 6 131 940 punti, tanto da ricevere anche il plauso dell'allora presidente statunitense Ronald Reagan. Se ciò fosse vero, il calcolo del punteggio massimo realizzabile implicherebbe il superamento della soglia dei 256 livelli. Né questo né altri superamenti sono mai stati dimostrati, nemmeno quando nel 1999 Billy Mitchell, detentore del record della partita perfetta (il punteggio massimo possibile fino al bug, pari a 3 333 360) offrì una ricompensa di 100 000 dollari a chi avesse fornito una prova del superamento del livello.
Dopo il livello 256 il gioco continua normalmente per altri 255 livelli, come è stato possibile sapere soltanto in tempi recenti, grazie all'avvento dell'emulatore MAME che, grazie a alcuni espedienti, è riuscito a simulare il completamento del livello in questione.
Nel 2015 è stato pubblicato per dispositivi mobili iOS e Android un videogioco basato su questo bug, intitolato Pac-Man 256 e prodotto dalla Namco Bandai Games in collaborazione con la Hipster Whale, famosa per aver prodotto il famoso videogioco Crossy Road.

## Il metodo GET
Così chiamato dal nome dalle iniziali degli ideatori (George Huang, Ed Bazo e Tom Fertado), il "metodo GET" consente, nelle prime versioni del gioco, di completare ogni livello seguendo soltanto un percorso prestabilito, per ridurre al minimo le possibilità di venire catturati da un fantasma. Il percorso permette di lasciare tutte le pillole speciali per ultime e di raccogliere tutti i bonus che compaiono sporadicamente nel labirinto. Per la buona riuscita del trucco è essenziale la fluidità: anche la minima pausa vanifica tutto il resto del percorso. Dunque è necessario imparare il tragitto perfettamente a memoria prima di utilizzarlo..

## Conversioni

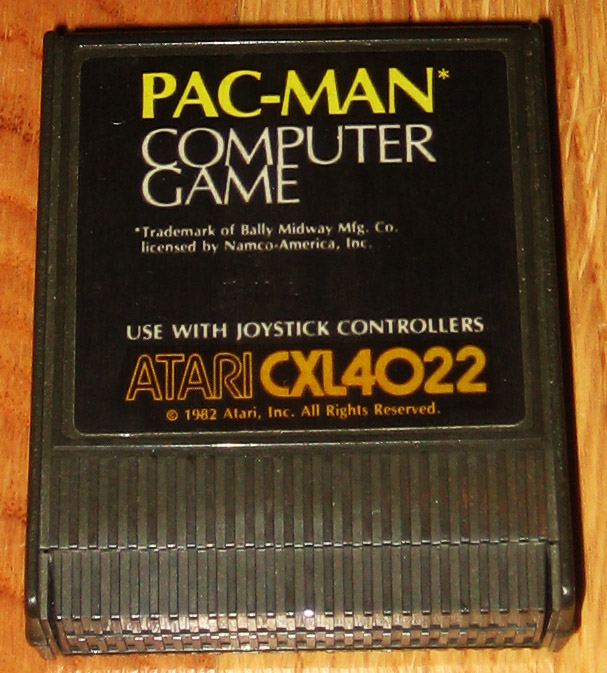
Cartuccia di Pac-Man per Atari 8-bit

Come tutti i giochi di successo dell'epoca, anche Pac-Man venne convertito per le principali piattaforme esistenti. Numerose conversioni sono state inoltre realizzate per le console successive, tra cui Xbox, Xbox One, PlayStation 3, PlayStation 4, Wii e Nintendo Switch, oltre ad essere presente all'interno di raccolte di videogiochi classici. Di seguito sono elencate solo le conversioni ufficiali dell'originale.
Console
- Atari 2600 (1981)
- Atari 5200 (1982)
- Colecovision (1983)
- Mattel Intellivision (1983)
- Sega Game Gear (1990)
- SNK Neo-Geo Pocket (1990)
- Nintendo Famicom (1993)
- Sony PlayStation (1995, in Namco Museum Vol.1)
- Nintendo 64 (1999, Namco Museum 64)
- Sega Dreamcast (1999, Namco Museum)
- Sony PlayStation 2 (2001, Namco Museum)
- Nintendo GameCube (2002, Namco Museum)
- Microsoft Xbox (2002, Namco Museum)
- Nintendo Game Boy
- Nintendo DS (2008, Namco Museum DS)
- Nintendo 3DS (2011, Pac-Man & Galaga Dimension)

Computer
- Atari 400 (1982)
- Atari 800 (1982)
- Commodore VIC-20 (1982)
- PC (PC booter) (1983)
- MSX (1984)
- Amstrad CPC (1985)
- Commodore C64
- Apple II
- Sharp X68000

### La fallimentare versione per l'Atari 2600
Il primo tentativo di convertire Pac-Man per il mercato delle console casalinghe si rivelò un gigantesco disastro. L'Atari acquistò i diritti di produzione e immediatamente iniziò una gigantesca campagna pubblicitaria: l'unione fra la più famosa console del mondo e uno dei giochi di maggior successo che il mondo videoludico avesse mai visto sembrava molto promettente. Il processo di conversione che l'Atari effettuò sul gioco originale fu però deleterio: vennero rimosse tutte quelle note di colore che rendevano il gioco affascinante. Il gioco venne quindi per lo più ignorato dal pubblico, che preferì prodotti alternativi. Delle circa 12 milioni di cartucce prodotte dalla Atari circa 5 milioni rimasero invendute, portando gravi perdite alla società. Questo fallimento viene spesso indicato anche fra le cause della grande crisi dei videogiochi del 1983.
A decretare la sconfitta del progetto dell'Atari furono molto importanti le grosse limitazioni hardware che aveva la console. In primo luogo, la mancanza di numerosi colori rese il gioco molto meno attraente. In secondo luogo, la console non riusciva a disegnare sullo schermo più di un fantasma alla volta: così che, per dare l'illusione dei quattro fantasmi originari, ognuno dei quattro fantasmi appariva una sola volta ogni quattro frame. Questo rendeva però i fantasmi molto "evanescenti" e trasparenti, e proprio per questo sul manuale d'uso del gioco i mostri vennero chiamati per la prima volta "fantasmi". Inoltre, i fantasmi erano di colori molto simili e, se nella versione arcade i loro occhi indicavano la direzione del movimento, nella versione Atari non facevano altro che girare in tondo. Anche i comportamenti erano molto più limitati rispetto all'originale: i fantasmi seguivano infatti semplicissimi percorsi fissi. Lo stesso Pac-Man nella sfortunata conversione venne fatto assomigliare a una chiave inglese con gli occhi, che apriva e chiudeva la bocca in continuazione, anche da fermo. La "frutta" si ridusse a rettangolini bicolori, che non variavano da livello a livello come nell'originale.

## Imitazioni
Testimonianza del successo del videogioco non sono soltanto i dati di vendita, ma anche l'enorme numero di cloni, realizzati o tentati, vantati dal gioco. La sua meccanica di gioco verrà ripresa da centinaia di giochi successivi; tra i primi cloni per piattaforme domestiche ci sono Cannibal della Philips, Crazy Gobbler dell'Hanimex, Jelly Monsters della Commodore per il VIC-20, 3-Demon per MS-DOS; tra i giochi da bar Puck-Man, Gobbler, Mazeman, Cruiser, Hanglyman e Munchy-man; non mancano anche i giochi elettronici portatili, Puck-Man della Tomy, PacMan2 della Entex.
Anche molti anni dopo si producono varianti come 3D Maze Man.
Oltre alle imitazioni, di Pac-Man furono creati numerosi hack, ovvero versioni modificate dell'arcade non autorizzate dalla casa madre e che aggiungevano e modificavano, integralmente o parzialmente, l'aspetto e il meccanismo del gioco. La diffusione di hack portò più volte la Namco a conflitti con le software house produttrici di tali prodotti: molti vennero quindi bloccati, mentre altri raggiunsero il successo. Fra gli hack più diffusi e famosi si contano:
- Pac-Man Hearts, hack prodotto dalla casa francese Unibox nel 1981. Le differenze apportate sono quasi esclusivamente grafiche: al posto dei classici puntini ci sono dei cuoricini, il numero di warp-tunnel (ossia di passaggi che permettono di saltare livelli) passa da 2 a 6 e fagocitando le power pills i fantasmi non si limitano più solo a cambiare colore, ma si trasformano in rosee lumache vulnerabili agli attacchi di Pac-Man. Per il resto il gioco rispecchia fedelmente l'originale.
- Pac-Man Speed-Up: apporta una sola differenza, la velocità di Pac-Man è più che raddoppiata. Sebbene sia più facile scappare dai fantasmi, diventa più difficile manovrare Pac-Man. Un problema riscontrato nel gioco riguarda le scene d'intermezzo, che risultano anch'esse accelerate tanto da rivelarsi incomprensibili.
- Pac-Man Galaxian: è la trasposizione del gioco originale su una scheda predisposta precedentemente per Galaxian, ovviamente grazie ad alcuni adattamenti grafici per renderlo compatibile con l'hardware "ospite". A causa di questi adattamenti viene modificata la zona adibita alla segnalazione di vite, frutta catturata e giocatore in gioco, passando dalla solita barra inferiore alle 4 zone centrali al di fuori del labirinto. Vengono modificati pesantemente anche i colori, conseguenza alla diversa gamma di colori utilizzata da Galaxian. Questa modifica fu distribuita più o meno illegalmente per permettere ai gestori di bar e sale giochi di passare velocemente da Galaxian a Pac-Man senza dover acquistare dalla Midway un nuovo case[senza fonte]. A differenza del gioco originale, non esiste il bug del livello 256: l'unico sintomo è che il contatore della frutta mostra una chiave con accanto scritto "0"
- Hangly-Man: le uniche modifiche apportate da questo hack sono lievi variazioni al labirinto (i warp-tunnel diventano 6 e appaiono lievi differenze al tracciato) e la possibilità che lo stesso scompaia secondo variabili casuali.
- Caterpillar Pac-Man: pubblicato dalla PHi nel 1981, stravolge completamente la grafica del gioco anche se le meccaniche rimangono pressappoco le stesse. Il giocatore non guida più una pallina gialla ma un bruco intento a divorare tutte le palline in un labirinto che riprende la forma di quello usato da Hangly-Man. I fantasmi a loro volta si sono "trasformati" in ragni, che mantengono però sempre la stessa funzione.
- Piranha: pubblicato dalla GL il novembre del 1981, è un altro hack di Pac-Man che stravolge la grafica originaria del gioco. Sparisce il labirinto, trasformato in un grosso lago pieno di palline, e Pac-Man assume la forma di un piranha che, mentre si aggira per lo schermo, deve stare attento ad evitare le piovre (ex fantasmi). Del labirinto originario rimangono soltanto i due warp-tunnel laterali a cui se ne aggiungono anche due nella parte superiore e inferiore dello schermo.
- Joyman: pubblicato dalla Monster nel 1982, modifica integralmente la grafica originaria. Mantiene però, a differenza di Piranha, l'idea originaria del labirinto, che in questo hack è formato da lunghi corridoi verticali. Il protagonista, questa volta, assume le sembianze di oggetto alieno che deve raccogliere tutte le palline evitando di imbattersi nei piccoli alieni colorati (ex fantasmi).

## Influenza culturale

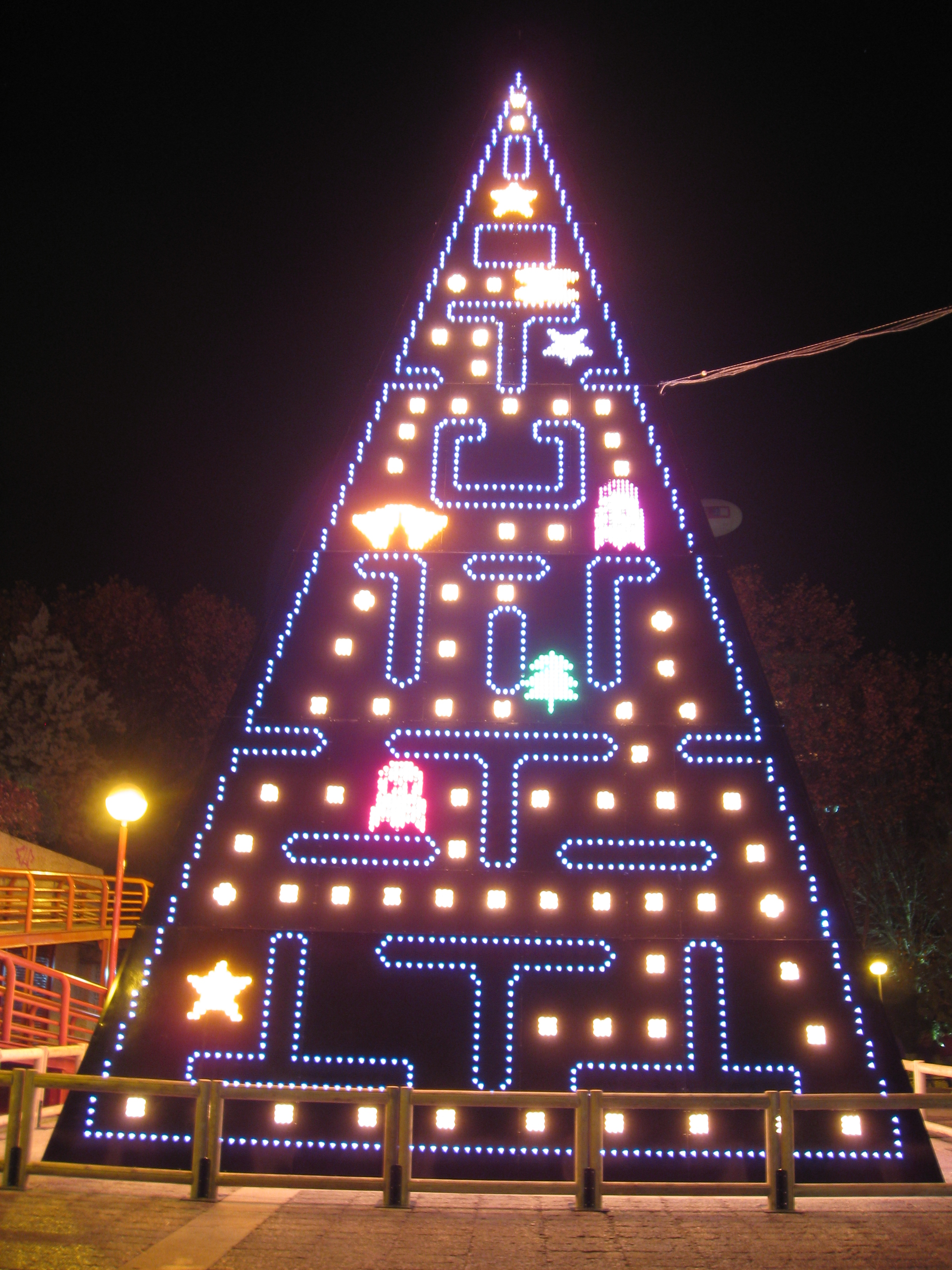
Decorazione natalizia ispirata a Pac-man, all'AZCA

Pac-Man ebbe un grande successo nei primi anni ottanta e per sfruttare la sua popolarità molte aziende misero in commercio numerosi prodotti ad esso ispirati. Raggiunse un livello di successo al di fuori dell'ambito dei videogiochi stessi che non si era mai visto prima in un videogioco; la moda di Pac-Man veniva anche scherzosamente chiamata "Pac-mania". Tra i tanti prodotti basati ufficialmente su Pac-Man si possono citare abbigliamento, adesivi, peluche, lenzuola, pigiami, sacchi a pelo, cravatte, tazze, cartoleria, figurine; come versioni non elettroniche del gioco si ricordano il gioco da tavolo Pac-Man e il gioco di carte per i più piccoli Pac-Man Card Game.
Pac-Man da tavolo, pubblicato dalla Milton Bradley nel 1982, rimane una delle più famose trasposizioni di videogioco in gioco da tavolo. Da 2 a 4 giocatori, pensati dai 7 ai 14 anni, controllano ciascuno un Pac-Man di diverso colore, capace di ingoiare fisicamente le palline posizionate sul tabellone, grazie a un meccanismo manuale. Tramite dadi si controllano sia il proprio Pac-Man, sia i fantasmi, con i quali opporsi agli altri giocatori.
Venne realizzata anche una versione animata di Pac-Man, che venne trasmessa negli Stati Uniti dal 1982 al 1984 ogni sabato mattina sulla rete CBS.
Il duo di musicisti americani Buckner & Garcia pubblicò nel 1982 un album dal nome Pac-Man Fever. Ogni traccia dell'album allude a un particolare gioco arcade del periodo e utilizza alcuni effetti sonori presi dal gioco stesso.
Il Six Flags Over Texas, un luna park di Arlington (Texas), denominò un proprio settore "Pac-Man Land" dal 1981 al 1985. Venne poi rinominata in "Looney Tunes Land" nel 1985. Più recentemente il giocatore di football Pacman Jones ha preso il soprannome dal videogioco.

## Serie
Grazie a un successo senza pari, che lo trasformò in un'icona dei videogiochi, sono stati centinaia i giochi che riproposero Pac-Man, come protagonista o come semplice comparsa:
- Ms. Pac-Man (1981), nel quale la protagonista è la signora Pac-Man.
- Mr & Mrs Pac-Man (1982), un flipper.
- Super Pac-Man (1982), sequel che diverge dal solito schema.
- Pac-Man Plus (1982), un'evoluzione dell'originale Pac-Man.
- Baby Pac-Man (1982), un ibrido di videogioco e flipper. Creato da Midway senza approvazione Namco.
- Jr. Pac-Man (1983), in cui per la prima volta appare un labirinto a scorrimento. Creato da Midway senza approvazione Namco.
- Pac & Pal (1983), più simile a Super Pac-Man.
- Professor Pac-Man (1983), un gioco a quiz. Creato da Midway senza approvazione Namco.
- Pac-Land (1984), gioco in stile platform a scorrimento orizzontale: Pacman questa volta è dotato di braccia, gambe e capacità di salto.
- Pac-Mania (1987), nel quale per la prima volta viene introdotto in Pac-Man il 3D isometrico.
- Pac-Attack o Pac-Panic (1993), rompicapo per piattaforme domestiche, adattamento dell'arcade Cosmo Gang the Puzzle.
- Pac-Man 2: The New Adventures o Hello! Pac-Man (1994), primo gioco della serie con elementi di avventura ed esclusivamente per console.
- Pac-In-Time (1994), per piattaforme domestiche.
- Pac-Man VR (1996), basato sulla realtà virtuale.
- Pac-Man Arrangement (1996), remake apparso solo all'interno di raccolte.
- Pac-Man World (2000), un gioco platform per PlayStation.
- Pac-Man: Adventures in Time (2000), per Windows.
- Ms. Pac-Man Maze Madness (2000), rompicapo tridimensionale.
- Ms. Pac-Man: Quest for the Golden Maze (2001), per Windows.
- Pac-Man Collection (2001), raccolta per Game Boy Advance.
- Pac-Man World 2 (2002), sequel.
- Pac-Man All-Stars (2002), per Windows.
- Pac-Man Fever (2002), videogioco party.
- Pac-Man Vs. (2003), per GameCube.
- Pac-Mania 3D (2005), riedizione moderna dell'originale targato Namco.
- Pac-Pix (2005), versione moderna pubblicata in onore del 25º anniversario della sua nascita, per il Nintendo DS.
- Pac-Man World 3 (2005), seguito.
- Pac-Man Pinball Advance (2005), simulatore di flipper.
- Pac'n Roll (2005), per Nintendo DS.
- Pac-Man Championship Edition (2007)
- Pac-Man Championship Edition DX (2010)
- Pac-Man Party (2010)
- Pac-Man Battle Royale (2011)
- Pac-Man Tilt (2011), platform simile a Sonic the Hedgehog, creato insieme a Galaga 3D Impact, con cui è stato distribuito per il Nintendo 3DS nella raccolta Pac-Man & Galaga Dimensions.
- Pac-Man e le avventure mostruose (2013), platform basato sull'ultima serie animata in CGI, prodotta da Namco e 41 Entertainment.
- Pac-Man e le avventure mostruose 2 (2014), platform sequel del precedente.
- Pac-Man Museum (2014), raccolta dei migliori giochi della serie.
- Pac-Man (2016), versione moderna del videogioco originale.
- Ms. Pac-Man (2016), versione moderna del videogioco originale.
- Pac-Man 99 (2021), versione battle royale esclusiva per Nintendo Switch Online.
- Pac-Man Museum+ (2022) include 14 giochi di Pac-Man, per PlayStation 4, Xbox Series, Switch, e Steam.[21]
- Pac-Man World Re-Pac[22] (2022) remake dell'omonimo gioco per Playstation, disponibile per Playstation 4, Playstation 5, XBox Series, Switch e Steam.

La Coleco produsse anche una versione ufficiale di Pac-Man come gioco elettronico da tavolo a LED (1981).
Durante l'E3 del 2014 Namco ha annunciato a sorpresa con la collaborazione di Nintendo la presenza di Pac-Man come personaggio giocabile in Super Smash Bros. per Nintendo 3DS e Wii U.

### Serie mobile
Sono stati realizzati e pubblicati diversi giochi ufficiali di Pac-Man per gli smartphone:
- Pac-Man (2012)
- Pac-Man Dash! (2013)
- Pac-Man Friends (2014)
- Pac-Man Bounce (2015)
- Pac-Man 256 (2015)
- Pac-Man Puzzle Tour (2015)